# خط کیتروم
خط کیتروم (به انگلیسی: Caterham Line) (‎/ˈkeɪtrʊm/‎ KAY-truum) یکی از خطوط راه‌آهن در کشور انگلستان است.
این خط از شهر لندن و وست‌مینستر شروع شده و در شهر کیتروم به پایان میرسد.